# 丰州镇 (南安市)
丰州镇是中国福建省泉州市南安市下辖的一个镇。

## 行政区划
丰州镇共辖1个社区和11个行政村，分别是：

丰州社区、丰州村、西华村、环山村、桃源村、后田村、旭山村、铺顶村、素雅村、溪丰村、双溪村、玉湖村。

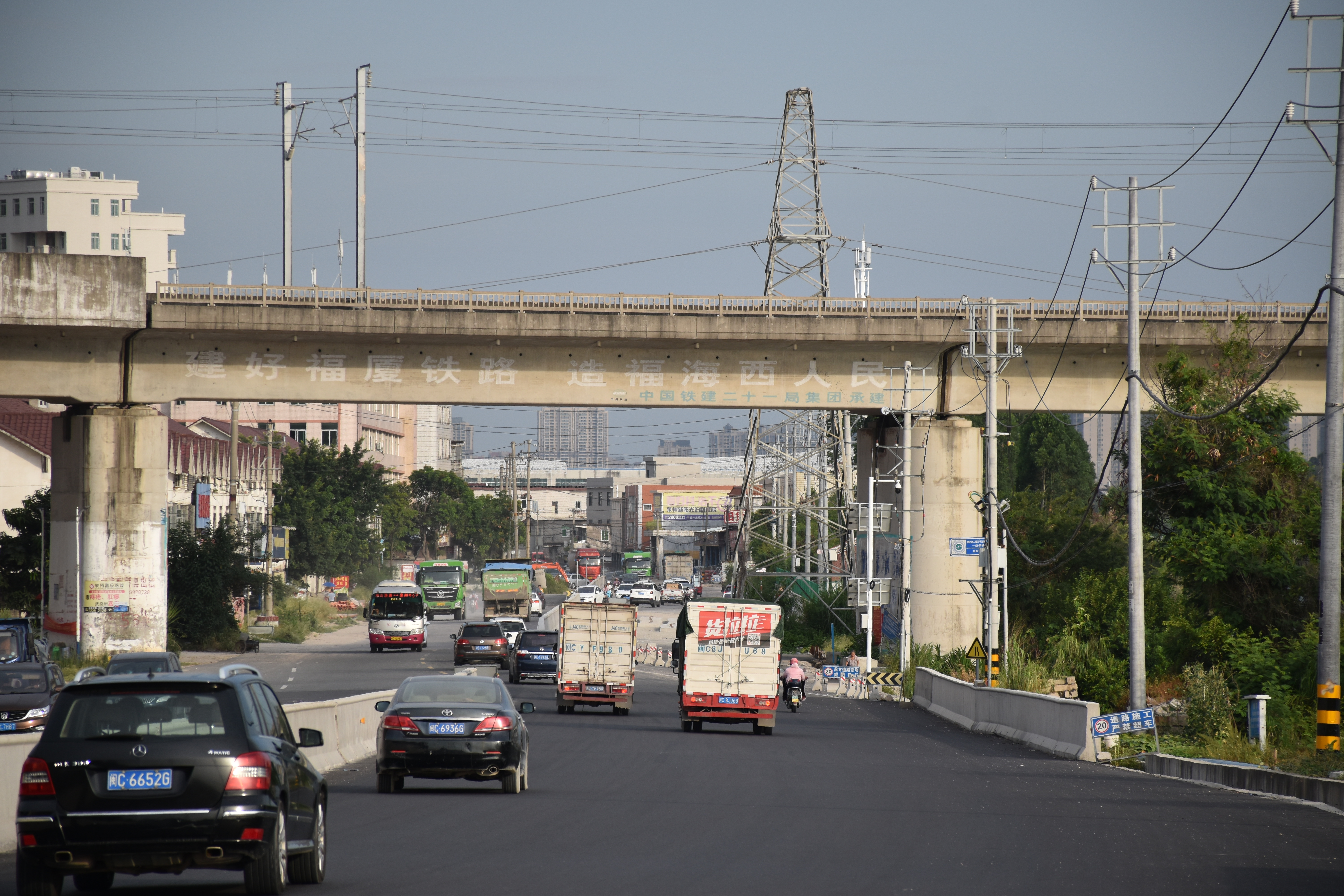
福厦铁路跨过丰州镇旭山村附近的215省道